# Friedrich Koncilia
Friedrich ("Friedl") Koncilia (Klagenfurt, 25 februari 1948) is een oud-voetballer uit Oostenrijk. Na zijn actieve loopbaan stapte hij het trainersvak in.

## Clubcarrière
Koncilia, een doelman, begon bij de jeugd van WSG Wattens. Deze club speelde in de Eerste Klasse van Oostenrijk en in 1969 maakte Koncilia zijn debuut in het A-elftal van Wattens. De doelman bleef in totaal slechts twee seizoenen bij WSG Wattens want in 1971 trok hij al naar SSW Innsbrück. in 1970 won hij wel een beker met Wattens.
Daar verbleef hij zeven seizoenen en won hij twee bekers. Maar tijdens het seizoen 1978-1979 kocht RSC Anderlecht de doelman over. Bij Anderlecht belandde Koncilia meteen op de bank want de Brusselse club gaf in die tijd de voorkeur aan Jan Ruiter en Nico de Bree.
Tijdens het seizoen 1980-1981 vertrok de doelman. Hij keerde terug naar Oostenrijk en ging er voor het bekende Austria Wien spelen. Daar werd Koncilia de eerste doelman en speelde hij tot 1985. Toen beëindigde hij zijn actieve carrière als voetballer.

## Interlandcarrière
Koncilia speelde 84 keer voor de nationale ploeg van Oostenrijk. Hij maakte zijn debuut op zondag 27 september 1970 in een vriendschappelijke interland tegen Hongarije (1-1). Met Oostenrijk nam hij deel aan de WK-eindronden van 1978 en 1982. Koncilia bezet de vijfde plaats op de lijst van Oostenrijkse recordinterlands, na Andreas Herzog (103 interlands), Anton Polster (95), Gerhard Hanappi (93) en Karl Koller (86).

## Erelijst
- Oostenrijks landskampioen
  - 1972, 1973, 1975, 1977, 1980, 1981, 1984, 1985
- Beker van Oostenrijk
  - 1973, 1975, 1978, 1980, 1982, 1984
- Mitropa Cup
  - 1975, 1976